# Dialium corbisieri
Dialium corbisieri là một loài thực vật có hoa trong họ Đậu. Loài này được Staner miêu tả khoa học đầu tiên.